# Bombardamenti di Napoli
Napoli fu, durante la seconda guerra mondiale, la città italiana che subì il numero maggiore di bombardamenti, con circa 200 raid aerei (tra ricognizioni e bombardamenti) dal 1940 al 1944, principalmente da parte alleata, di cui ben 181 soltanto nel 1943 e con un numero di morti stimato tra le 20 000 e le 25 000 persone, in gran parte tra la popolazione civile.
(Anna Maria Ortese)

## Premessa
Napoli, durante la seconda guerra mondiale si trovò ad essere un obiettivo strategico importantissimo durante la guerra navale nel Mediterraneo e ancora di più nel 1943, durante la Campagna d'Italia. Il porto di Napoli era infatti il principale porto italiano per le rotte verso l'Africa,  oltre a costituire uno dei principali centri industriali del paese e di vie di comunicazione del paese. Importante anche la presenza della flotta militare, che nel porto di Napoli trovava ulteriori spazi che le mancavano a Taranto e La Spezia.
Tale ruolo strategico crebbe ulteriormente nel 1943, quando Napoli si trovò ad essere la prima grande città di fronte agli Anglo-americani nella loro risalita lungo la penisola, prima e durante lo sbarco di Salerno.

## I primi anni di guerra
Aprirono la lunga e sanguinosa serie i francesi con quattro bombardamenti fra il 10 e il 15 giugno 1940. Il primo bombardamento aereo inglese a Napoli (dopo diverse ricognizioni aeree) si ebbe il 1º novembre 1940, dalle ore 4:20 alle ore 6:10 del mattino, ad opera di bombardieri leggeri Bristol Blenheim della Royal Air Force con base a Malta e si inseriva nel più ampio quadro della guerra aeronavale nel Mediterraneo tra italiani ed inglesi: pochi giorni dopo si aveva la famosa Notte di Taranto. Questo primo bombardamento colpì soprattutto la zona industriale orientale (a causa della presenza nel quartiere di riserve di carburante e di raffinerie) e le zone limitrofe alla stazione di Napoli.
Con i successivi bombardamenti, gli obiettivi si concentrarono essenzialmente sul porto e le navi, sulla zona industriale orientale, quindi sui Granili e San Giovanni a Teduccio e, ad occidente, su Bagnoli e Pozzuoli. È da notare che in questo periodo la città non era assolutamente attrezzata per resistere ad attacchi di tale genere: mancavano i rifugi e le uniche attività di contraerea erano quelle dei cannoni delle navi che occasionalmente si trovavano nel porto.
L'incursione seguente si ebbe la sera dell'8 gennaio 1941, durò circa tre ore e produsse danni, oltre che nella zona portuale, anche nella zona di corso Lucci e al Borgo Loreto; tra le successive (sempre inglesi), importante fu l'incursione del 10 luglio, che distrusse la raffineria di via delle Brecce e quelle del 9 e 11 novembre che ebbero come bersaglio la stazione centrale, il porto e le fabbriche principali. Un altro raid, il 18 novembre, provocò molte vittime civili per il crollo di un palazzo su un rifugio in Piazza Concordia.
Nel 1942 ci furono sei incursioni, tuttavia proprio la parte conclusiva dell'anno vide un deciso cambio di strategia nella guerra aerea alleata: si passò dal bombardamento strategico, destinato principalmente agli obiettivi militari, alle infrastrutture e agli impianti industriali, ai bombardamenti a tappeto, fatti con bombardieri pesanti, distribuiti pressoché uniformemente su tutta la città e con molte più vittime civili; lo scopo era anche quello di fiaccare il morale della popolazione e indurla all'esasperazione e possibilmente alla rivolta. Ai bombardieri inglesi cominciarono inoltre ad affiancarsi (fino a diventare la forza preponderante) le forze aeree statunitensi e le incursioni diventarono anche diurne.

## Il 1943
(Lettera di Roosevelt a Churchill del 30 luglio 1943, doc. 246, pag. 358 - Loewenheim - Langley - Jonas, Roosevelt and Churchill)

Napoli 1943, distruzioni in città

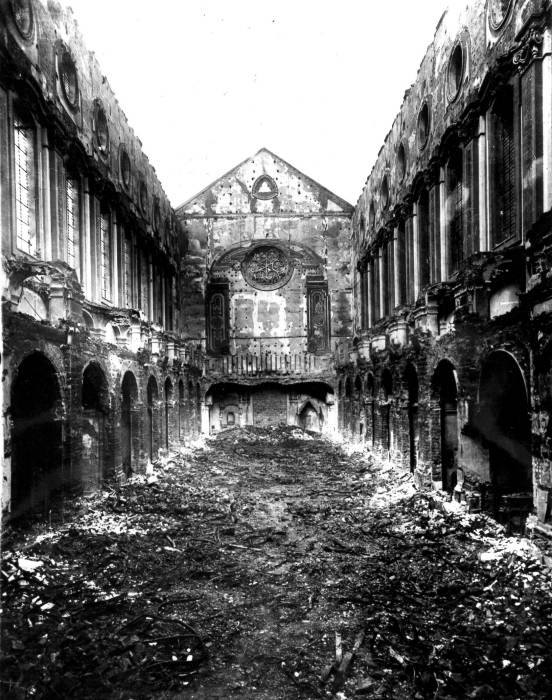
L'interno della basilica di Santa Chiara dopo il bombardamento del 4 agosto 1943

La data del 4 dicembre 1942 fu cruciale: fu il primo bombardamento a cui parteciparono anche gli americani e fu anche il primo bombardamento a tappeto sulla città. Gli aerei americani erano 20 B24 "Liberator" della 9th Air Force di base in Africa (in seguito sarebbero partiti anche dalla Sicilia). Furono colpiti tre incrociatori nel porto (il Muzio Attendolo, l'Eugenio di Savoia e il Raimondo Montecuccoli), ma anche e soprattutto furono colpiti case, chiese, ospedali, uffici; tra gli altri fu colpito il palazzo delle poste, via Monteoliveto e la zona di Porta Nolana. Pochi giorni dopo, in un nuovo attacco fu completamente distrutto l'ospedale Loreto. Secondo fonti americane, solo in questo attacco ci furono circa 900 morti.
Cominciava quello che può essere definito uno dei periodi più cupi della storia napoletana e che si sarebbe concluso solo dopo la fine delle cosiddette Quattro giornate di Napoli. Il 7 dicembre vennero chiuse tutte le scuole della città, mentre cominciava un vero e proprio esodo per fuggire da Napoli. Il problema degli sfollati, dopo una prima parvenza di regolamentazione burocratica, divenne rapidamente ingestibile. In breve la città cominciò a riempirsi di rifugi antiaerei che, per la particolare conformazione del suolo della città di Napoli, vennero ricavati in gran parte nelle profonde cavità sotterranee della città: un moderno studio ne ha censiti oltre 300. Divennero inoltre rifugi antiaerei anche i tunnel cittadini, nonché le gallerie e le stazioni delle funicolari e della metropolitana.
Nel frattempo le incursioni diventavano sempre più frequenti e, a partire dall'11 gennaio del 1943 divennero addirittura giornaliere: tale frequenza cominciò lentamente a diradarsi solo a partire dal 30 maggio, 5 mesi dopo. In genere poi, dopo il bombardamento, gli aerei scendevano a bassa quota per mitragliare la popolazione inerme che fuggiva nelle strade.
Il 21 febbraio, con un'incursione ricordata come la strage di via Duomo, venne devastata tutta la zona del decumano maggiore, mentre nel mese di marzo vennero colpite le zone del Carmine, di via Pignasecca, Piazza Cavour, e Capodimonte; nello stesso periodo, il 28 marzo si ebbe l'esplosione della motonave Caterina Costa, che da sola provocò oltre 600 morti e 3000 feriti. Nel mese di aprile vennero colpite le zone di Corso Garibaldi, via Depretis, via Medina, Piazza Amedeo, Parco Margherita, via Morghen. Ancora, si riporta, tra gli altri, che il 4 aprile ci furono 221 morti accertati e 387 feriti, il 15 aprile altri 100, il 24 aprile 50.
Particolarmente pesante fu il bombardamento del 4 agosto, effettuato da oltre 400 "Fortezze Volanti" B17 e nel quale venne distrutta la trecentesca basilica di Santa Chiara, atto che oggi appare inspiegabile da un punto di vista tattico, mentre il 6 settembre, ad armistizio già firmato, si ebbe paradossalmente l'incursione più lunga in assoluto sulla città di Napoli. L'ultimo bombardamento alleato si ebbe tuttavia nella prima mattina dell'8 settembre, a pochissime ore dall'annuncio dello stesso.
Il nuovo periodo che ora però si apriva sarebbe stato comunque ancora particolarmente cruento per la città di Napoli, con l'occupazione nazista che si sarebbe conclusa solo circa 20 giorni dopo, con l'insurrezione popolare delle "Quattro giornate di Napoli".
L'insurrezione tuttavia non segnò per Napoli la fine definitiva dei bombardamenti: la città era infatti ora diventata retroguardia della linea Gustav e dovette quindi subire nuovi bombardamenti, anche se meno frequenti, da parte dell'aviazione tedesca. Tra queste, la più pesante fu quella della notte tra il 14 e il 15 marzo del 1944, che provocò circa 300 morti.